# Djibril Diawara
Pour les articles homonymes, voir Diawara.
Djibril Diawara est un ancien footballeur franco-sénégalais né le 3 janvier 1975 à Dakar au Sénégal. Il jouait comme défenseur ou milieu défensif. Il est depuis 2014 entraîneur adjoint de l'ESM Gonfreville l'Orcher, club amateur de la banlieue du Havre. 
Djibril Diawara est le frère aîné des footballeurs Souleymane Diawara et Abdoul Diawara.

## Biographie
Après avoir joué dans les équipes de jeunes du Sporting club de Frileuse, Diawara rejoint le centre de formation du Havre. Il fait ses débuts en D1 le 26 novembre 1994 lors du match Lille-Le Havre.  
Diawara est à ce moment international espoir avec l'équipe de France. En 1997 il s'engage avec l'AS Monaco qui vient de remporter le championnat de France. Il y reste deux saisons, disputant 24 matchs en D1 et 7 en Coupe d'Europe. 
En 1999, il quitte la France pour l'Italie et le Torino. Il y remporte le championnat d'Italie de série B en 2001 et signe peu après avec le club anglais de Bolton. En janvier 2002 il se retrouve au chômage. Il effectue un essai non concluant avec le Stade rennais avant de s'engager avec Cosenza. Il met un terme à sa carrière professionnelle à la fin de la saison, handicapé par des blessures au genou. 

## Carrière
- 1989-1993 :  RC France
- 1993-1997 :  Le Havre AC
- 1997-1999 :  AS Monaco
- 1999-2001 :  Torino FC
- 2001- janvier 2002 :  Bolton Wanderers (prêt)
- 2002 :  Cosenza Calcio
- 2010-2014 :  ESM Gonfreville[1]

## Palmarès
- Champion de Série B en 2001
- International sénégalais
- International espoir français